# Hra (divadelní hra)
Hra (německy Spiel, anglicky Play) je klasické absurdní drama od Samuela Becketta, které má jedno dějství. Beckett drama napsal mezi lety 1962 a 1963. Premiéru mělo 14. června 1963 v Ulmer Theatre v německém městě Ulm v režii Deryka Mendela. První představení v angličtině proběhlo 7. dubna 1964 v Old Vic v Londýně, kde drama nebylo příliš kladně přijato.

## Obsah
Na scéně v popředí uprostřed se nacházejí tři šedé, naprosto stejné a navzájem se dotýkající urny. Asi metr vysoké a z každé vyčnívá hlava s krkem. Všichni hledí během hry před sebe a bez emocí. Promlouvají jenom tehdy, když je k tomu vyzve bodový hledáček. V prostřední urně je umístěn muž (M). Po jeho pravici se nachází jeho manželka nebo dlouholetá přítelkyně (Ž1) a po levé straně milenka (Ž2).
Drama nemá dialog v pravém slova smyslu. Jedná se spíše o řadu vnitřních monologů. První situací je odhalená nevěra. Následuje mužova pokorná kapitulace a pokus uvést věci do zaběhlých kolejí, kdy obě ženy ujišťuje o své lásce. Zde si můžeme všimnout jedné z modelových situací. Lidé si lžou a navzájem se podvádějí, ale především lžou sami sobě. Muž si dokáže namluvit, že hovoří upřímně, když ženy střídavě ujišťuje o své lásce. Realita se posléze vymyká postavám z rukou a zcela se vytrácí komunikace. Lidé se nemohou domluvit a žijí každý ve své realitě. Jazyk ztrácí dorozumívací funkci. Zpytování svědomí se stává nesnesitelným a vše se točí v začarovaném kruhu.

## Interpretace
Nejstarší verze (duben 1962) byla napsána pro ženu a dva muže, Sykea a Conka, postavy v bílých krabicích. Ve finální verzi se nám místo toho představí, jak to popisuje Michael Robinson v publikaci The Long Sonata of the Dead: A Study of Samuel Beckett, „tři rohy věčného trojúhelníku lásky (důraz je kladen na věčnost). Nemají žádná jména, jen prostá označení M, Ž1 a Ž2, která mají za cíl anonymitu, ale také znamenají všechny muže a ženy, kteří byli stejně jako oni přistiženi v trojčlenném milostném vztahu. Mnoho Beckettových her a próz je podle Robinsona situováno „na místa, pro která se zdají být nejpřiléhavějším popisem označení slova jako ‚Peklo‘, ‚Limbo‘ nebo ‚Očistec‘ – a paralely s Dantem jsou vždy lákavé“.
A skutečně, nejoblíbenější interpretací hry je, že postavy jsou na nějakém takovém místě. Předpokládá se, že použití uren k zapouzdření těl tří hráčů symbolizuje jejich uvěznění v démonech jejich minulosti; způsob, jakým jsou všechny tři urny na začátku hry popsány jako „dotýkající se“ jedna druhé, je často dešifrován jako symbol sdíleného problému, který všechny tři postavy vydržely.
Celá situace se velmi podobá situaci Racinova dramatu Bérénice, v němž jsou dva muži, císař Titus a král Antiochus, zamilovaní do hrdinky; Bérénice přitom cítí milostnou náklonnost k Titovi a Antiocha považuje za svého nejdražšího přítele. Tragédie však skončí nekrvavě, a to tak, že Titus neochotně zůstane v Římě, zatímco ostatní dva bez většího nadšení opustí město, aby se vydali vlastní cestou. Na konci Bérénice vyhrožují všechny tři hlavní postavy sebevraždou – je tedy možné, že ve Hře jde o stejné postavy, a sice poté, co byly potrestány za to, že spáchaly sebevraždu.